# Anthology 1
| 전문가 평가                       | 전문가 평가 |
| 평가 점수                         | 평가 점수   |
| 출처                              | 점수        |
| --------------------------------- | ----------- |
| AllMusic                          | [ 1 ]       |
| The Encyclopedia of Popular Music | [ 2 ]       |
| MusicHound                        | 2/5         |
| The Rolling Stone Album Guide     | [ 4 ]       |
| Wall of Sound                     | 84/100      |

《Anthology 1》은 비틀즈의 컴필레이션 음반으로, 1995년 11월 20일, 애플 레코드가 《비틀즈 앤솔로지》 시리즈의 일부로 발매했다. 1958년~1964년 당시 베이시스트였던 스튜어트 섯클리프와 드러머 피트 베스트가 함께한 곡들을 포함해 격렬하고 아웃테이크와 라이브 공연을 특징으로 한다. 이 음반은 《Anthology 2》와 《Anthology 3》의 3부작 중 처음으로 TV로 방영된 스페셜 《비틀즈 앤솔로지》와 함께 한다. 이 곡은 25년 만에 처음으로 비틀즈의 새로운 곡으로 불리는 〈Free as a Bird〉를 포함하고 있다. 이 음반은 빌보드 200 음반 차트에서 1위를 차지했으며, 미국 음반 산업 협회로부터 8x 플래티넘 인증을 받았다.
《Anthology》 음반은 2011년 6월 14일에 디지털로 재 저장되어 아이튠즈 스토어에서 개별적으로 그리고 《앤솔로지 박스 세트》의 일부로 제공되었다.

## 커버 아트
《Anthology 1》의 커버는 클라우스 부어만이 만든 《Anthology》 콜라주 중 3분의 1이다. 여러 장의 사진과 음반 커버를 찢고 함께 모은다. 피트 베스트의 얼굴이 음반 커버 중앙에 있는 《Savage Young Beatles》 레코드 재킷에서 찢어져 아래로는 후임자인 링고 스타의 얼굴이 드러났다. 《Anthology 1》 커버의 가장 왼쪽 아래 사진은 가려지지 않은 베스트를 특징으로 한다.
이 사진의 누락 부분은 이후 베스트의 2008년 음반 《Haymans Green》의 표지에 사용되었는데, 이는 한 팬에 의해 "피트 베스트의 복수"라고 묘사되었다.

## 곡 목록
모든 곡들은 스테레오로 되어 있으며, 구어 곡들은 음성이다.
모든 곡들은 특별한 언급이 없는 한 레논-매카트니가 작사/작곡하였고, 구어 곡들과 표기된 곳은 제외한다.
| #   | 제목 | 작사·작곡                                    | 재생 시간 |
| --- | --- | -------------------------------------------- | --------- |
| 1.  | 〈Free as a Bird〉 | 존 레논, 폴 매카트니, 조지 해리슨, 링고 스타 | 4:25      |
| 2.  | 〈We were four guys ... that's all (Lennon speaking to Jann Wenner of Rolling Stone)〉                                   |                                              | 0:12      |
| 3.  | 〈That'll Be the Day〉                                                                                                   | 제리 앨리슨, 버디 홀리, 노먼 페티            | 2:08      |
| 4.  | 〈In Spite of All the Danger〉                                                                                           | 매카트니, 해리슨                             | 2:45      |
| 5.  | 〈Sometimes I'd borrow ... those still exist (McCartney speaking to Mark Lewisohn)〉                                     |                                              | 0:18      |
| 6.  | 〈Hallelujah, I Love Her So〉                                                                                            | 레이 찰스                                    | 1:13      |
| 7.  | 〈You'll Be Mine〉 |                                              | 1:39      |
| 8.  | 〈Cayenne〉 | 매카트니                                     | 1:14      |
| 9.  | 〈First of all ... it didn't do a thing here (McCartney speaking to Malcom Threadgill)〉                                 |                                              | 0:07      |
| 10. | 〈My Bonnie〉 | 민요, 토니 셰리던                            | 2:42      |
| 11. | 〈Ain't She Sweet〉 | 밀튼 아거, 잭 옐렌                           | 2:13      |
| 12. | 〈Cry for a Shadow〉 | 레논, 해리슨                                 | 2:22      |
| 13. | 〈Brian was a beautiful guy ... he presented us well (Lennon speaking to David Wigg for BBC Radio 1's Scene and Heard)〉 |                                              | 0:10      |
| 14. | 〈I secured them ... a Beatle drink even then (Brian Epstein reading from A Cellarful of Noise)〉                        | 브라이언 엡스타인                            | 0:18      |
| 15. | 〈Searchin'〉 | 제리 리버, 마이크 스톨러                     | 3:00      |
| 16. | 〈Three Cool Cats〉 | 리버, 스톨러                                 | 2:25      |
| 17. | 〈The Sheik of Araby〉                                                                                                   | 해리 B. 스미스, 프랜시스 휠러, 테드 스나이더 | 1:43      |
| 18. | 〈Like Dreamers Do〉 |                                              | 1:40      |
| 19. | 〈Hello Little Girl〉 |                                              | 1:40      |
| 20. | 〈Well, the recording test ... by my artists (Epstein reading from A Cellarful of Noise)〉                               | 엡스타인                                     | 0:32      |
| 21. | 〈Besame Mucho〉 | 콘수엘로 벨라스케스, 써니 스카일러           | 2:37      |
| 22. | 〈Love Me Do〉 |                                              | 2:32      |
| 23. | 〈How Do You Do It〉 | 미치 머레이                                  | 1:57      |
| 24. | 〈Please Please Me〉 |                                              | 1:59      |
| 25. | 〈One After 909 (sequence)〉                                                                                             |                                              | 2:23      |
| 26. | 〈One After 909 (complete)〉                                                                                             |                                              | 2:56      |
| 27. | 〈Lend Me Your Comb〉 | 케이 트와미, 프레드 와이즈, 벤 와이스먼      | 1:50      |
| 28. | 〈I'll Get You〉 |                                              | 2:08      |
| 29. | 〈We were performers ... in Britain (Lennon speaking to Wenner)〉                                                        |                                              | 0:12      |
| 30. | 〈I Saw Her Standing There〉                                                                                             |                                              | 2:49      |
| 31. | 〈From Me to You〉 |                                              | 2:05      |
| 32. | 〈Money (That's What I Want)〉                                                                                           | 재니 브래드포드, 베리 고디                   | 2:52      |
| 33. | 〈You've Really Got a Hold on Me〉                                                                                       | 스모키 로빈슨                                | 2:58      |
| 34. | 〈Roll Over Beethoven〉                                                                                                  | 척 베리                                      | 2:22      |

## 인증
| 국가                                                  | 인증        | 판매량/출하량 |
| ----------------------------------------------------- | ----------- | ------------- |
| 아르헨티나                                            | —           | 30,000        |
| 오스트레일리아 (ARIA)                                 | 2× 플래티넘 | 140,000^      |
| 오스트리아 (IFPI 오스트리아)                          | 골드        | 25,000*       |
| 벨기에 (BEA)                                          | 플래티넘    | 50,000*       |
| 브라질                                                | —           | 122,000       |
| 캐나다 (뮤직 캐나다)                                  | 9× 플래티넘 | 900,000^      |
| 독일 (BVMI)                                           | 골드        | 250,000^      |
| 일본 (RIAJ)                                           | 2× 플래티넘 | 607,000       |
| 네덜란드 (NVPI)                                       | 골드        | 50,000^       |
| 노르웨이 (IFPI 노르웨이)                              | 골드        | 25,000*       |
| 폴란드 (ZPAV)                                         | 골드        | 50,000*       |
| 스페인 (PROMUSICAE)                                   | 플래티넘    | 100,000^      |
| 스웨덴 (GLF)                                          | 골드        | 50,000^       |
| 스위스 (IFPI 스위스)                                  | 플래티넘    | 50,000^       |
| 영국 (BPI)                                            | 2× 플래티넘 | 600,000^      |
| 미국 (RIAA)                                           | 8× 플래티넘 | 4,000,000^    |
| 요약                                                  |             |               |
| 유럽 (IFPI)                                           | 2× 플래티넘 | 2,000,000*    |
| 전 세계                                               | —           | 10,000,000    |
| *판매량을 기반으로 한 인증 ^출하량을 기반으로 한 인증 |             |               |